# Ділянка степу біля с. Клепиніне
Ділянка степу біля села Клепиніне — ландшафтний заказник місцевого значення, розташований неподалік від села Клепиніне Красногвардійського району, АР Крим. Створений відповідно до Постанови ВР АРК № 156 від 15 квітня 1986 року.

## Загальні відомості
Землекористувачем є Кримська ДСГОС, площа 3 гектара. Розташований за 2 км на північний схід від села Клепиніне Красногвардійського району, за 1,5 км на південний захід від села Комунари. Ділянка степу з усіх боків оточений розораними землями.
Заказник створений із метою охорони, збереження цінних природних комплексів та об'єктів, раціонального їхнього використання та відновлення.